# Sportler des Jahres 1993 (Deutschland)
Die Sportler des Jahres 1993 in Deutschland wurden von den Fachjournalisten gewählt und am Jahresende im Kurhaus von Baden-Baden ausgezeichnet. Veranstaltet wurde die Wahl zum 47. Mal von der Internationalen Sport-Korrespondenz (ISK).

## Männer
| Platz | Sportler           | Sportart       | Punkte | Erfolge 1993                                               |
| ----- | ------------------ | -------------- | ------ | ---------------------------------------------------------- |
| 1.    | Henry Maske        | Boxen          | 1701   | Weltmeister (IBF)                                          |
| 2.    | Dirk Raudies       | Motorradsport  | 1638   | Weltmeister 125-cm³-Klasse                                 |
| 3.    | Paul Meier         | Leichtathletik | 1519   | Weltmeisterschaftsdritter Zehnkampf                        |
| 4.    | Michael Schumacher | Formel 1       | 1476   | Weltmeisterschaftsvierter                                  |
| 5.    | Lars Riedel        | Leichtathletik | 1346   | Weltmeister Diskuswurf                                     |
| 6.    | Michael Stich      | Tennis         | 0873   | Sieger ATP-Weltmeisterschaft, Halbfinalist Australian Open |
| 7.    | Mark Kirchner      | Biathlon       | 0712   | Weltmeister Sprint, Dritter Staffel                        |
| 8.    | Bernhard Langer    | Golf           | 0650   | Sieger Masters                                             |
| 9.    | Lothar Matthäus    | Fußball        | 0432   | Rekordnationalspieler                                      |
| 10.   | Andreas Wecker     | Turnen         | 0424   | Weltmeisterschaftszweiter Ringe u. Pauschenpferd           |

## Frauen
| Platz | Sportler              | Sportart       | Punkte | Erfolge 1993                                                                               |
| ----- | --------------------- | -------------- | ------ | ------------------------------------------------------------------------------------------ |
| 1.    | Franziska van Almsick | Schwimmen      | 3847   | Europameisterin 50, 100, 200 Meter Freistil u. 3 × Staffel, Zweite 200 Meter Schmetterling |
| 2.    | Heike Drechsler       | Leichtathletik | 2421   | Weltmeisterin Weitsprung                                                                   |
| 3.    | Katja Seizinger       | Ski Alpin      | 1876   | Weltmeisterin Super-G, Weltcupsiegerin Abfahrt u. Super-G, Zweite Gesamt                   |
| 4.    | Steffi Graf           | Tennis         | 1627   | Siegerin French Open, Wimbledon, US Open u. WTA Championships                              |
| 5.    | Gunda Niemann         | Eisschnelllauf | 1087   | Weltmeisterin Mehrkampf                                                                    |
| 6.    | Sabine Braun          | Leichtathletik | 0690   | Weltmeisterschaftszweite Siebenkampf                                                       |
| 7.    | Birgit Schmidt        | Kanurennsport  | 0655   | Weltmeisterin Einer u. Vierer 500 Meter, Dritte Einer 5000 Meter                           |
| 8.    | Anja Fichtel-Mauritz  | Fechten        | 0566   | Weltmeisterin Florett-Mannschaft                                                           |
| 9.    | Dagmar Hase           | Schwimmen      | 0217   | Europameisterin 400 Meter Freistil                                                         |
| 9.    | Miriam Vogt           | Ski Alpin      | 0217   | Weltmeisterin Kombination, Vierte Gesamtweltcup                                            |

## Mannschaften
| Platz | Sportler                                 | Sportart   | Punkte | Erfolge 1993                                                                        |
| ----- | ---------------------------------------- | ---------- | ------ | ----------------------------------------------------------------------------------- |
| 1.    | Basketballnationalmannschaft Männer      | Basketball | 3402   | Europameister                                                                       |
| 2.    | Deutschland-Achter                       | Rudern     | 1446   | Weltmeister                                                                         |
| 3.    | Werder Bremen                            | Fußball    | 1101   | Deutscher Meister                                                                   |
| 4.    | Biathlonmannschaft Männer                | Biathlon   | 934    | Weltmeister Mannschaft, Dritter Staffel                                             |
| 5.    | Davis-Cup-Team                           | Tennis     | 0863   | Sieger Davis Cup                                                                    |
| 6.    | Schwimmstaffeln Frauen („DSV Goldnixen“) | Schwimmen  | 0624   | Europameister Staffeln 4-mal 100 u. 4-mal 200 Meter Freistil, 4-mal 100 Meter Lagen |
| 6.    | Düsseldorfer EG                          | Eishockey  | 0624   | Deutscher Meister                                                                   |
| 8.    | Admiral’s-Cup-Crew                       | Segeln     | 0599   | Gewinner Admiral’s Cup                                                              |
| 9.    | SG Wallau/Massenheim                     | Handball   | 0561   | Finalist Europapokal der Landesmeister, Deutscher Meister u. Pokalsieger            |
| 10.   | Borussia Dortmund                        | Fußball    | 0498   | Finalist UEFA-Pokal                                                                 |